# Gamboínos
I Gamboínos (in spagnolo) o Ganboatarrak (in basco) erano i sostenitori della casata dei Gamboa (Ganboa) di Gipuzkoa, un ramo della casata dei Guevara di Alava. Durante il Medioevo affrontarono gli Oñacinos nelle cosiddette Guerre delle bande, che ebbero come effetti la battaglia di Arrato nel 1200, l'incendio di Mondragón nel 1448 o la battaglia di Elorrio del 1468.
Avevano come alleati gli Agramontesi ed il Regno di Navarra.
Intorno al 1150, il capo dello schieramento Gamboíno sembra essere stato Sancho Vélez de Guevara, nipote di Sancho García de Salcedo, signore di Ayala. Da Sancho Vélez de Guevara, dai suoi fratelli e figli, deriva la diffusione del cognome Gamboa nella Penisola Iberica e nei paesi dell'America Latina.
Nei secoli successivi, la sua sede nella Gipuzkoa era la casa degli Olaso de Elgoibar.
Oltre ai già citati Guevara, Gamboa, Olaso e Agramontesi, altre famiglie di questa fazione sono state:
- Casato dei Balda
- Casato dei Avendaño
- Casato dei Elgueta
- Casato degli Ayala
- Casato dei Leguizamón